# Красная нить (талисман)
См. также Красная нить судьбы

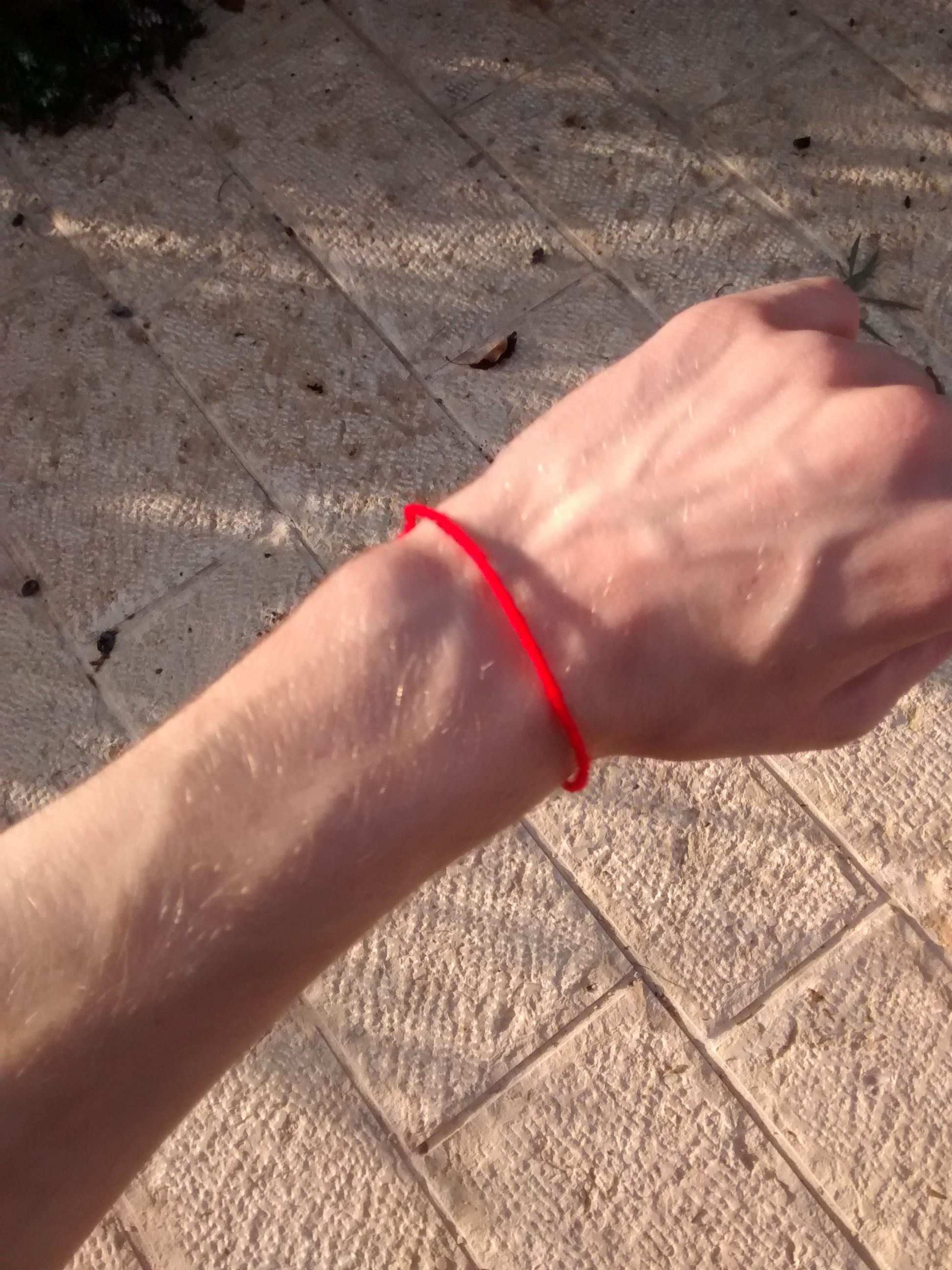
Кабалистическая красная нить на запястье левой руки

Красная нить — талисман в виде красной шерстяной нити, которая завязывается вокруг запястья левой руки. Талисман ассоциируется с иудейскими каббалистическими традициями. Предполагается, что данный талисман может защитить от зависти и сглаза.
В начале XXI века красная нить приобрела популярность среди звезд американского шоу-бизнеса (Бритни Спирс, Мадонна) и стала символизировать увлечение каббалой. Это увлечение дошло и до России.